# Astiphromma leucogrammum
Astiphromma leucogrammum là một loài tò vò trong họ Ichneumonidae.